# Tréglonou
Tréglonou är en kommun i departementet Finistère i regionen Bretagne i västra Frankrike. Kommunen ligger i kantonen Lannilis som tillhör arrondissementet Brest. År 2022 hade Tréglonou 689 invånare.

## Befolkningsutveckling
Antalet invånare i kommunen Tréglonou
Referens:INSEE